# Llorenç de Bríndisi
Llorenç de Bríndisi (Bríndisi, Pulla, 22 de juliol de 1559, - Lisboa (Portugal), 22 de juliol de 1619), nascut Giulio Cesare Russo, fou un prevere catòlic, membre de l'Orde dels Germans Menors Caputxins.
Va ser beatificat en 1783 per Pius VI, canonitzat en 1881 per Lleó XIII i proclamat Doctor de l'Església per Joan XXIII el 1959. La seva festivitat es commemora el 21 de juliol.

## Vida
Giulio havia nascut a Bríndisi, regne de Nàpols, en una família de mercaders de Venècia, Guglielmo Russo (o Rosso) i Elisabetta Masella. Va ser educat al Col·legi de Sant Marc d'aquesta ciutat i en 1575 va ingressar al convent de caputxins de Verona, prenent el nom de germà Llorenç. Va estudiar després a la Universitat de Pàdua. Va llegir i parlar amb fluïdesa, a més de l'italià, llatí, castellà, francès, alemany, grec, siríac i hebreu.
En 1583 va ser ordenat sacerdot i començà una gran tasca com a predicador. El seu objectiu era la lluita contra el protestantisme i contra els turcs. Va predicar a Itàlia, Hongria, Bohèmia, Flandes, Suïssa, Alemanya, França, Espanya i Portugal. Va ser nomenat definidor general dels capuxtins a Roma, en 1596; Climent VIII li assignà la tasca de convertir els jueus de la ciutat.
Amb el suport dels jesuïtes, Llorenç va establir monestirs caputxins a Alemanya i Àustria, promovent la Contrareforma i convertint molts protestants de nou cap a la fe catòlica. En començar 1599, va fundar les comunitats de Viena, Graz i Praga. A Praga la seva predicació va fer que molta gent es convertís al catolicisme, la qual cosa va provocar la reacció dels protestants, que van demanar a l'emperador Rodolf II que l'expulsés.
En 1601, va ser capellà imperial a l'exèrcit de Rodolf II i va convèncer Felip Emmanuel, duc de Lorena perquè li ajudés en la lluita contra els turcs. Durant el setge de Székesfehérvár, en 1601, quan va conquerir-se la ciutat a l'Imperi Otomà, va comandar l'exèrcit, armat només amb un crucifix.

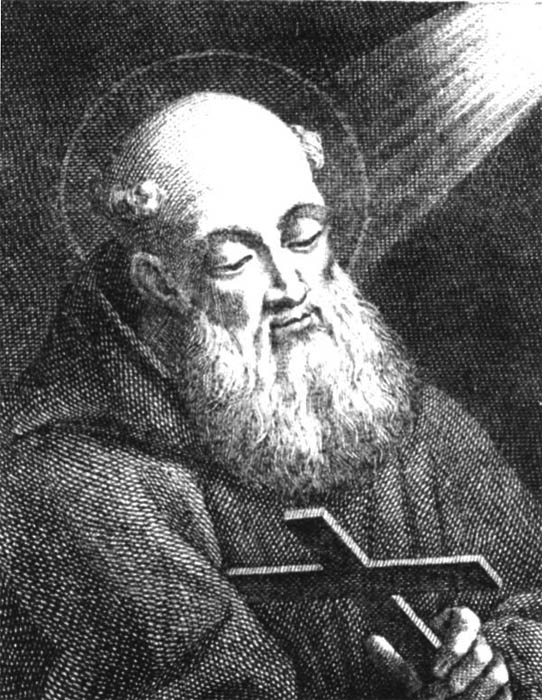
Gravat del segle xix
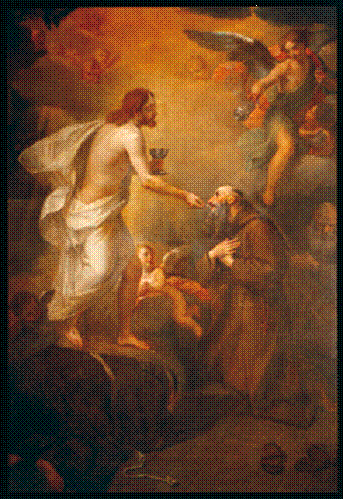
Comunió de Sant Llorenç de Bríndisi per Raffaele da Roma, ca. 1770 (S. Concezione, Roma)
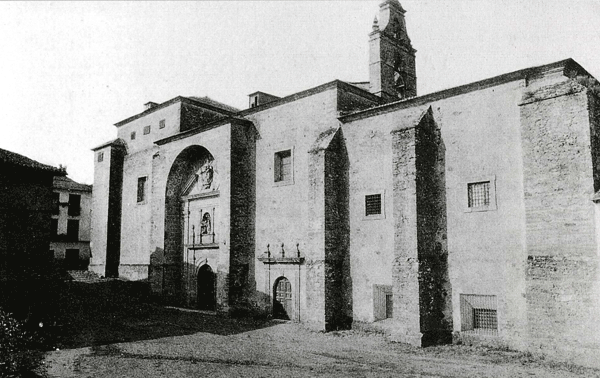
Convent de l'Anunciada (Villafranca del Bierzo), on és enterrat el sant; fotografia del començament del s. XX

En 1602, va ser elegit vicari general dels caputxins, l'ofici més alt de l'orde. Novament, en va ser elegit el 1605, però va refusar el càrrec. Al servei de la Santa Seu, va ser nunci a Baviera. Després de ser nunci a Espanya, va retirar-se a un monestir en 1618. En 1618, va ser enviat pel rei Felip III d'Espanya en missió especial per a investigar l'activitat del virrei de Nàpols Pedro Téllez-Girón, duc d'Osuna, acusat de malversació. En tornar a Espanya, va haver d'evitar intents de matar-lo, probablement perquè no descobrís al rei el que havia vist. Finalment, va parlar amb Felip III el 26 de maig de 1619; en acabar, va profetitzar la seva mort imminent i que, si el rei no feia cas de l'informe presentat, ell mateix moriria en el termini de dos anys. El 22 de juliol, dia del seu aniversari, Llorenç va morir a Lisboa, probablement enverinat. Dos anys més tard, el 31 de març de 1621, i tal com havia predit, Felip III, que havia ignorat les peticions dels napolitans i no havia destituït el duc d'Osuna, va morir.
El cos del caputxí va ser enterrat al Convento de la Anunciada, de monges clarisses, de Villafranca del Bierzo, on és venerat. El sepulcre va ser profanat en 1808 per les tropes franceses que ocuparen la ciutat.
Va deixar escrita una considerable quantitat d'obres teològiques, entre les quals uns 800 sermons de gran qualitat, i obres mariològiques i exegètiques, moltes d'elles destinades a la conversió de jueus i protestants. Per aquest motiu, va ser proclamat doctor de l'Església el 1959, com a Doctor Apostolicus.